# Saint-Martin-de-Goyne
 Saint-Martin-de-Goyne  là một xã của tỉnh Gers, thuộc vùng Occitanie, tây nam nước Pháp.